# Świątynia (powieść)
Świątynia – trzecia powieść Australijczyka Matthew Reilly'ego, wydana w 1999.

## Powieść
- tytuł oryginalny: Temple
- rok wydania: 1999
- polskie wydanie: 2004 (Wydawnictwo Albatros)

## Opis fabuły
Z klasztoru w Pirenejach zostaje skradziony czterechsetletni manuskrypt zawierający szczegółową relację podboju Inków przez Pizarra. Oprócz wartości historycznej dokument ten ma jeszcze jedno przeznaczenie – pokazuje dokładne miejsce ukrycia figurki indiańskiego bożka wykutej w materiale, który może posłużyć do produkcji broni o niewyobrażalnej sile rażenia. Młody lingwista William Race wyrusza wraz z grupą amerykańskich komandosów i naukowców, aby dzięki kopii manuskryptu odnaleźć figurkę bożka, zanim zrobią to terroryści...